# 市脇康平
市脇 康平（いちわき こうへい、1975年6月24日 - ）は、愛媛朝日テレビのアナウンサー。愛知県豊田市出身。

## 来歴
愛知県立豊田南高等学校、愛知大学文学部社会学科を卒業。
小学4年生で合唱部、5～6年生はソフトボール部に所属。中学校では軟式野球部に所属していた。
高校は吹奏楽部でトロンボーンを担当し、東海大会に2年連続出場。
1998年、福井エフエム放送（FM福井）に入社し、2年半勤める。
2000年10月に愛媛朝日テレビへ移籍。
2004年には「第3回ANNアナウンサー賞」で、高校野球実況部門で受賞した。

## 現在の担当番組

### 愛媛朝日テレビ
- ちかくナルナル なるちか!(2015年4月4日 - ）
- らぶちゅちゅ - ナレーション
- 高校野球中継（実況）[3]
- eatニュース

## 過去の担当番組

### 福井エフエム放送
- Preasure Island
- FM福井ニュース

### 愛媛朝日テレビ
- eat情報局 大沢逸美ののんび〜りサタデー
- スーパーJチャンネルえひめ（月曜 - 木曜キャスター）
- eatニュースBOX （月曜・火曜キャスター）
- eatニュースBOX WIDE （2009年4月10日 - 2011年9月30日、キャスター）
- 交通安全ココロンTube♪
- ドラマ「オカンは俺より野球が好き」(2019年2月18日)[4]